# Ministero della difesa (Israele)

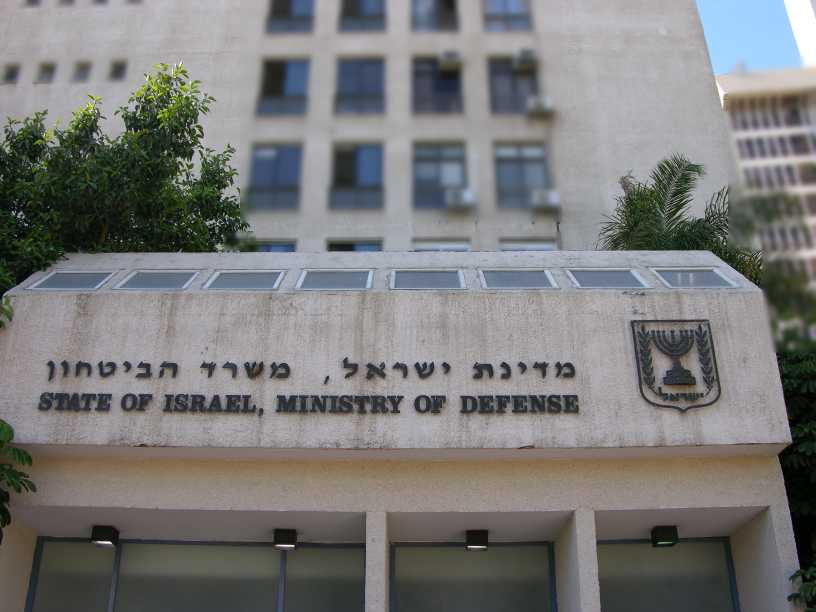
Il Ministero della difesa

Il Ministero della difesa (in ebraico משרד הביטחון‎?, Misrad HaBitakhon) è un dicastero del governo israeliano deputato alla difesa di Israele da minacce militari interne ed esterne.
L'attuale ministro della difesa è Israel Katz, in carica dal 5 novembre 2024.

## Elenco dei ministri
Il ministro della difesa di Israele (in ebraico שַׂר הַבִּטָּחוֹן‎?, Sar HaBitahon, letteralmente "ministro della sicurezza") è il capo del ministero. Per via della peculiare situazione politica mediorientale, il ministro è considerato il secondo per importanza nel governo di Israele. Il ministro della difesa è anche membro permanente del gabinetto di sicurezza.
| N° | Immagine | Ministro             | Partito                                        | Mandato                              | Governo             | Note                                              |
| -- | -------- | -------------------- | ---------------------------------------------- | ------------------------------------ | ------------------- | ------------------------------------------------- |
| 1  |          | David Ben-Gurion     | Mapai                                          | 14 maggio 1948 – 26 gennaio 1954     | Ben-Gurion          | Come primo ministro                               |
| 2  |          | Pinhas Lavon         | Mapai                                          | 26 gennaio 1954 – 21 febbraio 1955   | Sharett             |                                                   |
| -  |          | David Ben-Gurion     | Mapai                                          | 21 febbraio 1955 – 26 giugno 1963    | Sharett, Ben-Gurion | Come primo ministro                               |
| 3  |          | Levi Eshkol          | Mapai Allineamento                             | 26 giugno 1963 – 5 giugno 1967       | Eshkol              | Come primo ministro                               |
| 4  |          | Moshe Dayan          | Rafi Partito Laburista Israeliano Allineamento | 5 giugno 1967 – 3 giugno 1974        | Eshkol, Meir        |                                                   |
| 5  |          | Shimon Peres         | Allineamento                                   | 3 giugno 1974 – 20 giugno 1977       | Rabin               |                                                   |
| 6  |          | Ezer Weizman         | Likud                                          | 20 giugno 1977 – 28 maggio 1980      | Begin               |                                                   |
| 7  |          | Menachem Begin       | Likud                                          | 28 maggio 1980 – 5 agosto 1981       | Begin               | Come primo ministro                               |
| 8  |          | Ariel Sharon         | Likud                                          | 5 agosto 1981 – 14 febbraio 1983     | Begin               |                                                   |
| -  |          | Menachem Begin       | Likud                                          | 14 febbraio 1983 – 23 febbraio 1983  | Begin               | Come primo ministro                               |
| 9  |          | Moshe Arens          | Likud                                          | 23 febbraio 1983 – 13 settembre 1984 | Begin               |                                                   |
| 10 |          | Yitzhak Rabin        | Allineamento                                   | 13 settembre 1984 – 15 marzo 1990    | Peres, Shamir       |                                                   |
| -  |          | Moshe Arens          | Likud                                          | 15 marzo 1990 – 13 luglio 1992       | Shamir              |                                                   |
| -  |          | Yitzhak Rabin        | Partito Laburista Israeliano                   | 13 luglio 1992 – 4 novembre 1995     | Rabin               | Come primo ministro, assassinato                  |
| -  |          | Shimon Peres         | Partito Laburista Israeliano                   | 4 novembre 1995 – 18 giugno 1996     | Peres               | Come primo ministro                               |
| 11 |          | Yitzhak Mordechai    | Likud                                          | 18 giugno 1996 – 25 gennaio 1999     | Netanyahu           |                                                   |
| -  |          | Moshe Arens          | Likud                                          | 27 gennaio 1999 – 6 luglio 1999      | Netanyahu           |                                                   |
| 12 |          | Ehud Barak           | Un Israele                                     | 6 luglio 1999 – 7 marzo 2001         | Barak               | Come primo ministro                               |
| 13 |          | Binyamin Ben-Eliezer | Partito Laburista Israeliano                   | 7 marzo 2001 – 2 novembre 2002       | Sharon              |                                                   |
| 14 |          | Shaul Mofaz          | Likud                                          | 4 novembre 2002 – 4 maggio 2006      | Sharon              | Non membro della Knesset all'inizio dell'incarico |
| 15 |          | Amir Peretz          | Partito Laburista Israeliano                   | 4 maggio 2006 – 18 giugno 2007       | Olmert              |                                                   |
| -  |          | Ehud Barak           | Partito Laburista Israeliano Indipendenza      | 18 giugno 2007 – 18 marzo 2013       | Olmert, Netanyahu   | Non membro della Knesset all'inizio dell'incarico |
| 16 |          | Moshe Ya'alon        | Likud                                          | 18 marzo 2013 – 30 maggio 2016       | Netanyahu           |                                                   |
| 17 |          | Avigdor Lieberman    | Yisrael Beiteinu                               | 30 maggio 2016 – 18 novembre 2018    | Netanyahu           |                                                   |
| -  |          | Benjamin Netanyahu   | Likud                                          | 18 novembre 2018 – 8 novembre 2019   | Netanyahu           |                                                   |
| 18 |          | Naftali Bennett      | La Casa Ebraica                                | 8 novembre 2019 – 16 maggio 2020     | Netanyahu           |                                                   |
| 19 |          | Benny Gantz          | Resilienza per Israele                         | 16 maggio 2020 – 13 giugno 2021      | Netanyahu           |                                                   |
| 20 |          | Yoav Gallant         | Likud                                          | 29 dicembre 2022 – 5 novembre 2024   | Netanyahu           |                                                   |

### Viceministri
| N° | Viceministro         | Partito                      | Mandato                            |
| -- | -------------------- | ---------------------------- | ---------------------------------- |
| 1  | Shimon Peres         | Mapai                        | 21 dicembre 1959 – 25 maggio 1965  |
| 2  | Zvi Dinstein         | HaMa’arach                   | 17 gennaio 1966 – 5 giugno 1967    |
| 3  | Mordechai Tzipori    | Likud                        | 28 giugno 1977 – 10 ottobre 1983   |
| 4  | Michael Dekel        | Likud                        | 3 dicembre 1985 – 21 novembre 1988 |
| 5  | Ovadia Eli           | Likud                        | 8 luglio 1991 – 13 luglio 1992     |
| 6  | Mordechai Gur        | Partito Laburista Israeliano | 4 agosto 1992 – 16 luglio 1995     |
| 7  | Uri Or               | Partito Laburista Israeliano | 27 novembre 1995 – 18 giugno 1996  |
| 8  | Silvan Shalom        | Likud                        | 9 luglio 1997 – 6 luglio 1999      |
| 9  | Efraim Sneh          | Un Israele                   | 5 agosto 1999 – 7 marzo 2001       |
| 10 | Dalia Rabin-Pelossof | Partito Laburista Israeliano | 7 marzo 2001 – 1º agosto 2002      |
| 11 | Weizman Shiry        | Partito Laburista Israeliano | 12 agosto 2002 – 2 novembre 2002   |
| 12 | Ze'ev Boim           | Likud Kadima                 | 5 marzo 2003 – 18 gennaio 2006     |
| 13 | Matan Vilnai         | Partito Laburista Israeliano | 2 luglio 2007 – 18 gennaio 2011    |
| 14 | Danny Danon          | Likud                        | 18 marzo 2013 – 15 luglio 2014     |
| 15 | Eli Ben-Dahan        | La Casa Ebraica              | 19 maggio 2015 – in carica         |

## Direttori generali
| N° | Direttore generale                 | Inizio mandato | Fine mandato |
| -- | ---------------------------------- | -------------- | ------------ |
| 1  | Levi Eshkol                        | 1948           | 1948         |
| 2  | Eliezer Peri                       | 1948           | 1949         |
| 3  | Pinchas Sapir                      | 1949           | 1951         |
| 4  | Ze'ev Schind                       | 1951           | 1952         |
| 5  | Shimon Peres (facente funzione)    | 1952           | 1953         |
| –  | Shimon Peres                       | 1953           | 1959         |
| 6  | Asher Ben-Natan (facente funzione) | 1959           | 1960         |
| –  | Asher Ben-Natan                    | 1960           | 1965         |
| 9  | Moshe Kasti                        | 1965           | 1970         |
| 10 | Yeshayahu Lavie                    | 1970           | 1972         |
| 11 | Yitzhak Ironi                      | 1972           | 1975         |
| 12 | Pinhas Zusman                      | 1975           | 1978         |
| 13 | Yosef Ma'ayan                      | 1978           | 1982         |
| 14 | Aharon Bet-Halachmi                | 1982           | 1983         |
| 15 | Menachem Maron                     | 1983           | 1986         |
| 16 | David Ivry                         | 1986           | 1996         |
| 17 | Ilan Biran                         | 1996           | 1999         |
| 18 | Amos Yaron                         | 1999           | 2005         |
| 19 | Jacob Toren                        | 2005           | 2006         |
| 20 | Gabi Ashkenazi                     | 2006           | 2007         |
| 21 | Pinchas Buchris                    | 2007           | 2010         |
| 22 | Ehud Shani                         | 2010           | 2013         |
| 23 | Dan Harel                          | 2013           | in carica    |